# Campionati italiani invernali di nuoto 2003
I Campionati italiani invernali di nuoto 2003 si sono svolti a Camogli il 18 e il 19 dicembre 2003.

## Podi

### Uomini
| Evento              | Oro                                                                                          | Tempo        | Argento                                                                                    | Tempo    | Bronzo                                                                            | Tempo    |
| Stile libero        |                                                                                              |              |                                                                                            |          |                                                                                   |          |
| 50 m                | Alessandro Calvi                                                                             | 22.09        | Lorenzo Vismara Christian Galenda                                                          | 22.18    |                                                                                   |          |
| 100 m               | Filippo Magnini                                                                              | 47.60        | Christian Galenda                                                                          | 48.16    | Klaus Lanzarini                                                                   | 48.18    |
| 200 m               | Klaus Lanzarini                                                                              | 1'45.02      | Massimiliano Rosolino                                                                      | 1'45.24  | Filippo Magnini                                                                   | 1'45.74  |
| 400 m               | Emiliano Brembilla                                                                           | 3'45.02      | David Berbotto                                                                             | 3'47.65  | Andrea Frovi                                                                      | 3'48.75  |
| 1500 m              | Alessio Boggiatto                                                                            | 14'48.25     | Simone Ercoli                                                                              | 14'52.88 | Samuele Pampana                                                                   | 15'00.66 |
| Dorso               |                                                                                              |              |                                                                                            |          |                                                                                   |          |
| 50 m                | Cesare Pizzirani                                                                             | 24.90        | Simone Cercato                                                                             | 25.27    | Andrea Ruscio                                                                     | 25.85    |
| 100 m               | Luis Alberto Laera                                                                           | 52.92 - RI   | Cesare Pizzirani                                                                           | 53.24    | Mirko Mazzari                                                                     | 54.54    |
| 200 m               | Mirko Mazzari                                                                                | 1'55.99      | Alessandro Garuglieri                                                                      | 1'57.13  | Sebastiano Ranfagni                                                               | 1'58.05  |
| Rana                |                                                                                              |              |                                                                                            |          |                                                                                   |          |
| 50 m                | Alessandro Terrin                                                                            | 27.61        | Matteo Cortesi Davide Cassol                                                               | 27.89    |                                                                                   |          |
| 100 m               | Alessandro Terrin                                                                            | 1'00.26      | Davide Cassol                                                                              | 1'00.72  | Dario Nodari                                                                      | 1'00.87  |
| 200 m               | Paolo Bossini                                                                                | 2'07.51 - RI | Loris Facci                                                                                | 2'10.00  | Dario Nodari                                                                      | 2'10.62  |
| Farfalla            |                                                                                              |              |                                                                                            |          |                                                                                   |          |
| 50 m                | Mattia Nalesso                                                                               | 23.77        | Luis Alberto Laera                                                                         | 24.27    | Giacomo Vassanelli                                                                | 24.38    |
| 100 m               | Mattia Nalesso                                                                               | 52.57        | Paolo Villa                                                                                | 53.62    | Luca Gardonio                                                                     | 53.69    |
| 200 m               | Paolo Villa                                                                                  | 1'57.60      | Alessio Boggiatto                                                                          | 1'58.07  | Luca Gardonio                                                                     | 1'58.27  |
| Misti               |                                                                                              |              |                                                                                            |          |                                                                                   |          |
| 100 m               | Massimiliano Rosolino                                                                        | 54.35        | Luis Alberto Laera                                                                         | 54.93    | Simone Ciancarini                                                                 | 55.43    |
| 200 m               | Massimiliano Rosolino                                                                        | 1'56.37 - RI | Simone Ciancarini                                                                          | 1'58.45  | Nicola Febbraro                                                                   | 1'58.47  |
| 400 m               | Leonardo Tumiotto                                                                            | 4'16.14      | Paolo Russo                                                                                | 4'17.64  | Dario Pelli                                                                       | 4'19.27  |
| Staffette           |                                                                                              |              |                                                                                            |          |                                                                                   |          |
| 4x50 m stile libero | Gruppo Nuoto Fiamme Gialle Lorenzo Vismara René Gusperti Klaus Lanzarini Christian Galenda   | 1'28.62      | Centro Sportivo Carabinieri Michele Scarica Mauro Gallo Mattia Nalesso Filippo Magnini     | 1'29.08  | Riviera Nuoto Veneto Gianluca Ermeti Fabio Gallo Alessandro Terrin Simone Cercato | 1'29.64  |
| 4x50 m misti        | Centro Sportivo Carabinieri Luis Alberto Laera Davide Rummolo Mattia Nalesso Michele Scarica | 1'38.17      | Gruppo Sportivo Fiamme Oro Roma Cesare Pizzirani Davide Cassol Luca Gardonio Stefano Linda | 1'38.81  | DDS Enrico Catalano Dario Nodari Matteo Pelliciari Alessandro Calvi               | 1'39.82  |

### Donne
| Evento              | Oro                                                                | Tempo        | Argento                                                                                   | Tempo   | Bronzo                                                                        | Tempo   |
| Stile libero        |                                                                    |              |                                                                                           |         |                                                                               |         |
| 50 m                | Cristina Chiuso                                                    | 25.09 - RI   | Federica Pellegrini                                                                       | 25.10   | Gaia Mancabelli                                                               | 25.56   |
| 100 m               | Federica Pellegrini                                                | 53.89 - RI   | Luisa Striani                                                                             | 55.40   | Cristina Chiuso                                                               | 55.73   |
| 200 m               | Federica Pellegrini                                                | 1'56.74 - RI | Simona Ricciardi                                                                          | 1'59.26 | Silvia Pagliarini                                                             | 1'59.77 |
| 400 m               | Simona Ricciardi                                                   | 4'07.09 - RI | Flavia Rigamonti                                                                          | 4'09.21 | Veronica Massari                                                              | 4'09.99 |
| 800 m               | Flavia Rigamonti                                                   | 8'27.69      | Simona Ricciardi                                                                          | 8'29.93 | Elisa Pasini                                                                  | 8'36.57 |
| Dorso               |                                                                    |              |                                                                                           |         |                                                                               |         |
| 50 m                | Alessandra Cappa                                                   | 28.16 RI     | Chiara Pettenò                                                                            | 28.19   | Carla Elena Stampfli                                                          | 28.38   |
| 100 m               | Alessandra Cappa                                                   | 59.93 RI     | Chiara Pettenò                                                                            | 1'00.52 | Carla Elena Stampfli                                                          | 1'00.63 |
| 200 m               | Alessandra Cappa                                                   | 2'09.30      | Alessia Regli                                                                             | 2'11.63 | Chiara Pettenò                                                                | 2'11.67 |
| Rana                |                                                                    |              |                                                                                           |         |                                                                               |         |
| 50 m                | Sara Farina                                                        | 31.94        | Roberta Crescentini                                                                       | 31.96   | Veronica Demozzi                                                              | 32.16   |
| 100 m               | Chiara Boggiatto                                                   | 1'07.86 - RI | Veronica Demozzi                                                                          | 1'08.03 | Sara Farina                                                                   | 1'08.87 |
| 200 m               | Chiara Boggiatto                                                   | 2'24.40 - RI | Veronica Demozzi                                                                          | 2'27.78 | Sara Farina                                                                   | 2'27.79 |
| Farfalla            |                                                                    |              |                                                                                           |         |                                                                               |         |
| 50 m                | Cristina Maccagnola                                                | 26.74 - RI   | Elena Gemo                                                                                | 27.18   | Francesca Segat                                                               | 27.26   |
| 100 m               | Francesca Segat                                                    | 59.02 - RI   | Elena Gemo                                                                                | 59.77   | Cristina Maccagnola                                                           | 1'00.13 |
| 200 m               | Francesca Segat                                                    | 2'07.99      | Paola Cavallino                                                                           | 2'10.79 | Caterina Giacchetti                                                           | 2'11.72 |
| Misti               |                                                                    |              |                                                                                           |         |                                                                               |         |
| 100 m               | Sara Parise                                                        | 1'02.16      | Fiammetta Aquila Calabrò                                                                  | 1'03.35 | Veronica Massari                                                              | 1'03.47 |
| 200 m               | Sara Parise                                                        | 2'13.29      | Veronica Massari                                                                          | 2'14.30 | Francesca Segat                                                               | 2'15.01 |
| 400 m               | Veronica Massari                                                   | 4'43.02      | Francesca Segat                                                                           | 4'46.83 | Alessia Filippi                                                               | 4'47.98 |
| Staffette           |                                                                    |              |                                                                                           |         |                                                                               |         |
| 4x50 m stile libero | DDS Cecilia Vianini Lara Consolandi Elena Gemo Federica Pellegrini | 1'42.03      | Roma Pallanuoto Emanuela Donati Viviana Susin Emma Giuliani Delfina Pinto                 | 1'43.62 | Aurelia Nuoto Cristina Chiuso Flavia Zoccari Monica Benvenuti Alessia Filippi | 1'44.06 |
| 4x50 m misti        | DDS Chiara Pettenò Roberta Panara Elena Gemo Federica Pellegrini   | 1'51.55 - RI | Larus Nuoto Valentina De Nardi Roberta Crescentini Giorgia Gramillano Mariangela Zampella | 1'55.71 | Roma Pallanuoto Roberta Serrapede Emanuela Donati Delfina Pinto Viviana Susin | 1'56.61 |